# محطة غار دو ليون (مترو باريس)
محطة غار دو ليون (بالفرنسية: Gare de Lyon)‏ هي محطة مترو تابعة لمترو باريس تقع في فرنسا في الدائرة الثانية عشرة في باريس.[بحاجة لمصدر]